# Nagrada hrvatskog glumišta za najbolju glavnu žensku ulogu
Popis dobitnika Nagrade hrvatskog glumišta u kategoriji najbolje glavne ženske uloge. 
- 1992./1993. – Ksenija Pajić
- 1993./1994. – Vlasta Knezović
- 1993./1994. – Doris Šarić-Kukuljica
- 1993./1994. – Dubravka Ostojić
- 1993./1994. – Barbara Rocco
- 1994./1995. – Milka Podrug-Kokotović
- 1994./1995. – Alma Prica
- 1995./1996. – Bojana Gregorić
- 1996./1997. – Barbara Rocco
- 1997./1998. – Elizabeta Kukić
- 1998./1999. – Alma Prica
- 1999./2000. – Zrinka Kolak Fabijan
- 2000./2001. – Ksenija Prohaska
- 2001./2002. – Jasna Bilušić
- 2002./2003. – Nataša Dorčić
- 2003./2004. – Doris Šarić-Kukuljica
- 2004./2005. – Olga Pakalović
- 2005./2006. – Andreja Blagojević
- 2006./2007. – Bojana Gregorić
- 2007./2008. – Olga Pakalović
- 2008./2009. – Judita Franković
- 2009./2010. – Sandra Lončarić
- 2010./2011. – Jelena Miholjević
- 2011./2012. – Alma Prica
- 2012./2013. – Elizabeta Kukić
- 2013./2014. – Helena Minić
- 2014./2015. – Anja Šovagović Despot
- 2015./2016. – Nela Kocsis
- 2016./2017. – Jasna Ančić
- 2017./2018. – Zrinka Cvitešić
- 2018./2019. – Olga Pakalović
- 2019./2020. – Jadranka Đokić
- 2020./2021. –  Blanka Bart Hajoš
- 2021./2022. – Dajana Čuljak
- 2022./2023. – Anita Matić Delić
- 2023./2024. – Zrinka Cvitešić